# Three Rivers (Oregón)
Three Rivers es un lugar designado por el censo ubicado en el condado de Deschutes en el estado estadounidense de Oregón. En el año 2000 tenía una población de 2.445 habitantes y una densidad poblacional de 99.4 personas por km².

## Geografía
Three Rivers se encuentra ubicada en las coordenadas 43°49′49″N 121°28′15″O / 43.83028, -121.47083.

## Demografía
Según la Oficina del Censo en 2000 los ingresos medios por hogar en la localidad eran de $33,939, y los ingresos medios por familia eran $36,464. Los hombres tenían unos ingresos medios de $30,585 frente a los $25,063 para las mujeres. La renta per cápita para la localidad era de $19,410. Alrededor del 16.8% de la población estaban por debajo del umbral de pobreza.